# Fauna-uitstapplaats

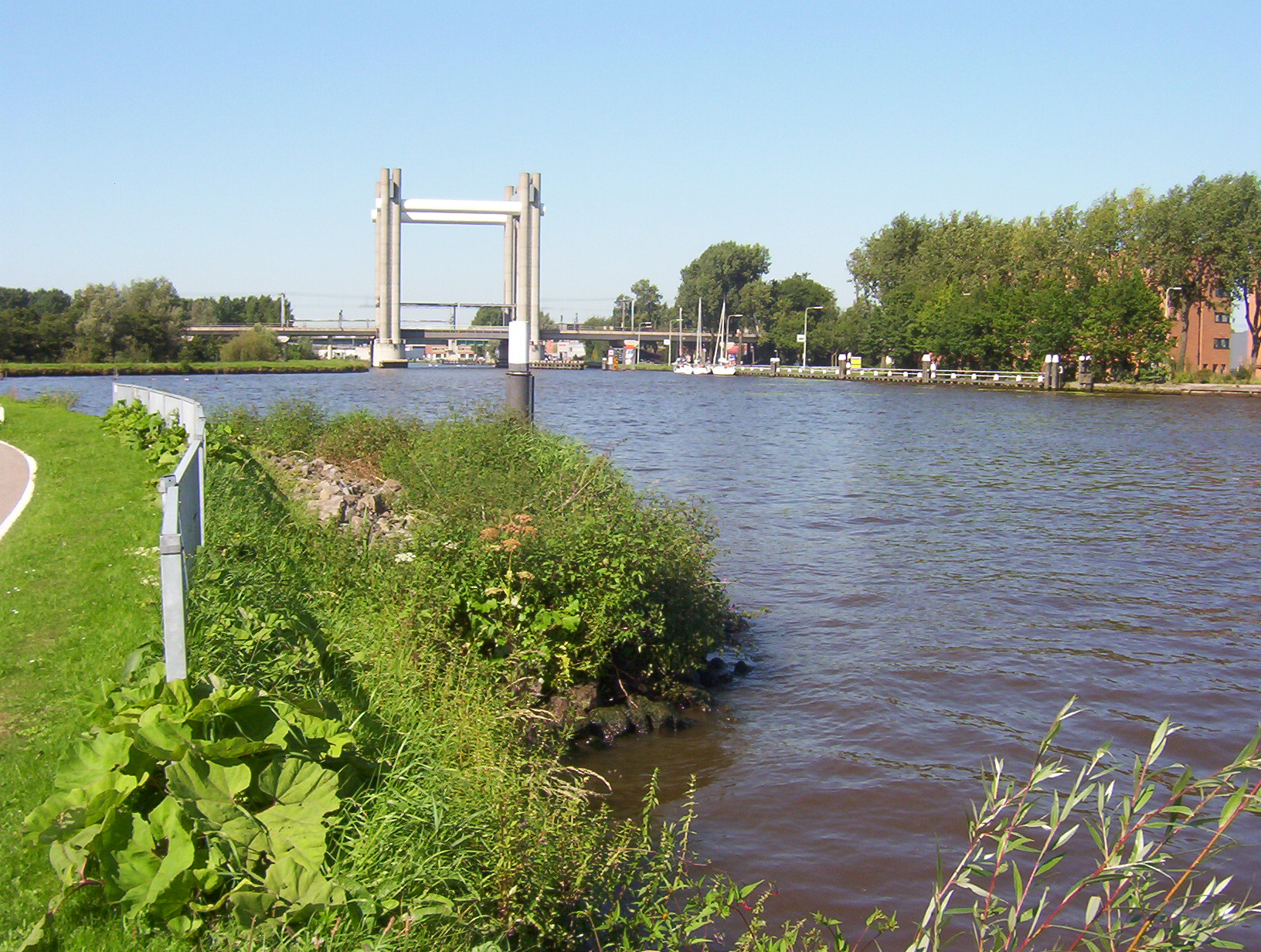
Fauna-uitstapplaats in Gouwe.

Bij het vernieuwen van oevers van kanalen en rivieren wordt op verschillende plaatsen langs de oever door de beheerder een Fauna-uitstapplaats aangebracht. 
In kanalen met steile oevers verdrinken jaarlijks vele dieren. Deze helling van stortsteen dient als uitklimplaats voor dieren die in het water leven. Plantengroei zorgt voor dekking, zodat de dieren zich een stuk veiliger voelen. 